# Большой Балык
Большой Балык — река в России, протекает по территории Нефтеюганского и Сургутского районов Ханты-Мансийского автономного округа. Река впадает в протоку Большую Юганскую. Длина реки — 243 км, площадь водосборного бассейна — 5950 км².

## Притоки
(км от устья)
- 21 км: протока Очимкина (Лакым-Пасл)
  - 28 км: протока Тангинская
  - 39 км: Сортымъёган
  - 43 км: протока Энтлькусан
- 35 км: Малый Балык
- 45 км: Большой Карьёган
- 50 км: Пучипигый
- 63 км: Пытьях
- 100 км: Айяун
- 130 км: Энтль-Энкаигль
- 130 км: Коонъях
- 192 км: Лульхъях
- 208 км: Метльмехигль

## Данные водного реестра
По данным государственного водного реестра России относится к Верхнеобскому бассейновому округу, водохозяйственный участок реки — Обь от города Нефтеюганск до впадения реки Иртыш, речной подбассейн реки — Обь ниже Ваха до впадения Иртыша. Речной бассейн реки — (Верхняя) Обь до впадения Иртыша.